# 2012 en Turquie
Cet article présente les faits marquants de l'année 2012 en Turquie.

## Évènements
- 5 janvier 2012 : arrestation du général İlker Başbuğ, ancien chef d'état-major général, accusé de complot contre le gouvernement de l'AKP.
- 12 avril 2012 : arrestation d'une trentaine de militaires accusés d'avoir participé au "coup d'état post-moderne" qui avait renversé le Premier ministre Necmettin Erbakan en 1997. Huit autres militaires sont arrêtés pour la même raison le 19 avril.
- 21 septembre 2012 : condamnation à de lourdes peines de prison de plusieurs hauts gradés de l'armée accusés de participation au complot Balyoz, lié au complot Ergenekon, contre le gouvernement de l'AKP.